# Expedición japonesa a Taiwán (1874)
La Expedición japonesa a Taiwán de 1874, conocida generalmente en Japón como Distribución de Taiwán  (台湾出兵 Taiwan Shuppei?) y en Taiwán y en China como Incidente de Mudan (en chino, 牡丹社事件), fue una expedición punitiva enviada por el Imperio de Japón en respuesta al asesinato de 54 marineros del Reino de Ryūkyū a manos de aborígenes Paiwan en el extremo suroeste de Taiwán en diciembre de 1871, territorio perteneciente al Imperio chino Qing. 
El éxito de la expedición, que significaba el primer despliegue en territorio extranjero del Ejército y la Armada Imperial Japonesa, reveló la fragilidad de la soberanía Qing en Taiwán, lo que favoreció futuras acciones imperialistas por parte de Japón. Desde el punto de vista diplomático, el conflicto fue resuelto tras mediación británica, resultando en una compensación económica a Japón por parte de la dinastía Qing. Ciertas ambigüedades presentes en el tratado fueron presentados posteriormente por Japón como una renuncia del protectorado Qing sobre las Islas Ryukyu, allanando el camino para la incorporación japonesa de facto del Reino de Ryūkyū en 1879.

## Contexto histórico
En diciembre de 1871, un navío de Ryūkyū naufragó cerca de la costa sur de Taiwán. De una tripulación de 66 marineros, un total de 54 fueron decapitados por aborígenes Paiwan. Los 12 supervivientes fueron rescatados por chinos han, y evacuados a Tainan, al sur de Taiwán. Los funcionarios del gobierno chino local los envió a su vez a la provincia de Fujian, en la China continental; Desde allí, el gobierno Qing preparó su repatriación.

### Eventos diplomáticos
Cuando Japón se dirigió a la Dinastía Qing en busca de compensación, la corte rechazó su demanda basando su decisión en que los "salvajes" aborígenes (Chino tradicional: 台灣生番; Chino simplificado: 台湾生番; pinyin: Táiwān shēngfān) estaban fuera de su jurisdicción. Esta renuncia indirecta de soberanía por parte de los chinos llevó a Japón a enviar en 1874 una expedición punitiva a Taiwán. 
El Gobierno Meiji de Japón exigió a China un castigo ejemplar a los líderes aborígenes Paiwan responsables de la masacre de los tripulantes ryukyuenses. El Ministro de Asuntos Exteriores japonés, Soejima Taneomi, viajó hasta Pekín donde fue recibido en una audiencia personal por el emperador Tongzhi, lo que inicialmente supuso un triunfo diplomático. Sin embargo, su exigencia de una compensación formal fue rechazada en primeras instancias ya que China lo consideró un problema interno, dado que Taiwán formaba parte de la provincia china de Fujian y que el Reino de Ryūkyū era un estado tributario con China. Soejima argumentó que cuatro de las víctimas eran de la Prefectura de Oda (la actual Prefectura de Okayama, pero el gobierno chino volvió a rechazar sus exigencias, basando su decisión en que los "salvajes aborígenes" estaban fuera de su jurisdicción. Charles Le Gendre, el asesor militar estadounidense de origen francés contratado por el gobierno japonés (al igual que Gustave Emile Boissonade, consejero legal) instaron a Japón a tomar cartas en el asunto.
Japón contó como asesores militares con dos estadounidenses, James R. Wasson, veterano del ejército de la Unión, y Douglas R. Cassel, de la armada, y que había servido como capitán de corbeta durante la expedición estadounidense a Corea en 1871.

## Expedición

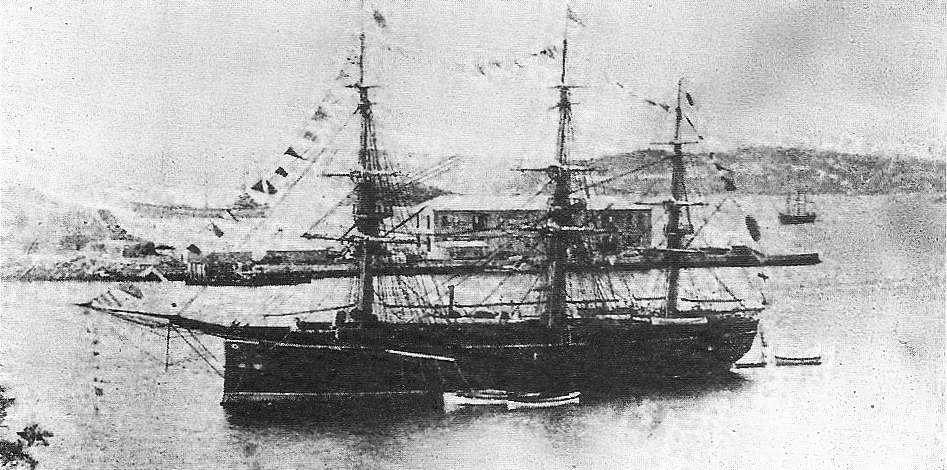
El Ryūjō fue el buque insignia durante la expedición a Taiwán.

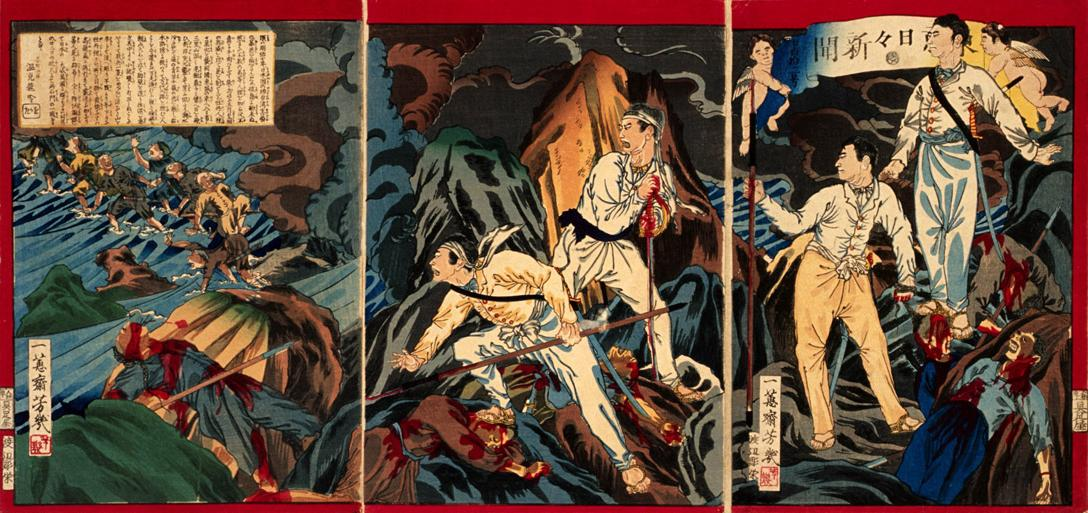
La batalla de La Puerta de Piedra, contra aborígenes "Botan", fue el encuentro más serio de la expedición

El gobierno japonés accedió a las peticiones de sus asesores, y envió en mayo de 1874 una expedición formada por 3.600 hombres y liderada por Saigō Tsugumichi. Japón obtuvo una victoria decisiva en la batalla de la Puerta de Piedra, el 22 de mayo: Treinta aborígenes resultaron muertos o mortalmente heridos, y un número considerablemente mayor resultados heridos. Las bajas japonesas fueron de 6 muertos y 30 heridos.
En noviembre, las fuerzas japonesas se retiraron de Taiwán después de que el gobierno Qing accediese a pagar 500.000 Kuping tael en concepto de indemnización. Sir Harry Parkes, enviado británico en Japón, calificó irónicamente esta transacción como el deseo de China a pagar por ser invadida.

## Consecuencias
En 1875, las autoridades Qing trataron sin éxito de imponer bajo su control la región costera del sureste de Taiwán, enviando una columna de 300 soldados contra los Paiwan. Las tropas chinas fueron emboscadas y masacradas por los aborígenes. Tan solo 50 supervivientes lograron retirarse a Takau.
Aunque el objetivo aparente de la expedición japonesa era castigar a los aborígenes locales por el incidente de Mudan, también sirvió al gobierno Meiji para otra serie de propósitos. Japón llevaba un tiempo reivindicando el protectorado (y posteriormente la soberanía) sobre el Reino de Ryūkyū, cuyo tradicional soberano era China. La expedición demostró que China no ejercía un control efectivo sobre Taiwán, y mucho menos sobre las islas Ryūkyū. Esto convenció a Japón para incrementar sus reivindicaciones, afirmando estar representando la opinión de los isleños ryukyuenses. El acuerdo de 1874, mediado por Gran Bretaña, incluyó una referencia al reconocimiento chino de que la expedición japonesa tenía como objetivo "la protección de civiles", lo que fue usado por Japón posteriormente como una renuncia china a sus derechos sobre Ryūkyū. En 1879, Japón recurrió a Gran Bretaña para resolver el conflicto, y estos confirmaron la soberanía japonesa sobre el Reino de Ryūkyū, lo que no fue reconocido ni aceptado por China. 
Sin embargo, esto sirvió como justificación para Japón de su incorporación de facto de Ryūkyū como una prefectura de Japón. Las consiguientes protestas chinas resultaron en la intervención del presidente de los Estados Unidos Ulysses S. Grant como mediador, y durante las negociaciones Japón se ofreció a dividirse Ryūkyū con China. El gobierno Qing no aceptó la propuesta, pero su precaria situación interna les hacía incapaces de frenar la incorporación japonesa de las islas que terminaría consumándose aquel mismo año.